# TNC DATE LINE
『TNC DATE LINE』（ティーエヌシー デイトライン）は、1987年10月1日から1990年3月31日までテレビ西日本で放送されていた深夜のニュース番組である（『FNN DATE LINE』のテレビ西日本タイトル差し替え）。協力：西日本新聞。

## 番組概要
- 放送開始当初は『FNN DATE LINE TNC』（エフエヌエヌ デイトライン ティーエヌシー）というタイトルで放送されていた。

## 放送時間
※いずれも日本標準時。
| 期間      | 期間      | 放送時間（JST） | 放送時間（JST） | 放送時間（JST） |
| 期間      | 期間      | 月曜日 - 金曜日 | 土曜日          | 日曜日          |
| --------- | --------- | --------------- | --------------- | --------------- |
| 1987.10.1 | 1988.3.31 | 23:00 - 翌0:20  | 23:30 - 翌0:40  | 23:30 - 翌0:40  |
| 1988.4.1  | 1989.4.2  | 23:45 - 翌0:20  | 23:30 - 23:45   | 23:30 - 23:45   |
| 1989.4.3  | 1990.3.31 | 23:45 - 翌0:30  | 24:00 - 24:15   | 23:30 - 23:45   |

### 補足
- 1987年10月1日から1988年3月31日までは、平日版は23時10分から23時50分、週末版は23時45分から翌0時35分に『プロ野球ニュース』を放送。
- 1988年4月1日から1990年3月31日終了までは、平日版は『ニュース最終版』後半枠で、週末版は前半枠で放送されていた。
- 1989年4月3日に平日版の放送時間を10分拡大。土曜版については、『夢で逢えたら』の放送開始を受けて30分繰り下げられた。

## キャスター
- シフト勤務